# 巴姆拉克·特塞马·维耶萨
巴姆拉克·特塞馬·維耶薩（Bamlak Tessema Weyesa，1980年12月30日—），埃塞俄比亞足球球證，出生於該國首都亞的斯亞貝巴，正職是研究員。他於2003年開始其球證生涯，並在2009年成為國際足協的國際球證，得以為國際比賽執法。翌年，他為包括決賽在內的5場東非及中非國家盃裁決接著，他先後出任多場非洲國家盃和世界盃非洲區外圍賽判決。2018年1月，他獲國際足協選為當屆世界盃的球證之一。

## 資料來源
1. ↑  . The Sun. 2018-05-30  [2018-06-15]. （原始内容存档于2018-06-16）.
2. ↑  . EthiopiaOnline. 2018-03-30  [2018-06-15]. （原始内容存档于2018-06-16）.